# Aa Bb Kk
Aa Bb Kk es una película en marati escrita por Aba Gaikwad, dirigida por Ramkumar Shedge y producida por Meehir Kulkarni. La película está basada en un tema social.

## Trama
La película trata sobre la historia trágica de una niña, Jani, que es tildada de maldita por la sociedad después de que su madre muera durante el parto. La película gira en torno a las dificultades que ella y su hermano Hari enfrentan en su vida cotidiana.

## Elenco
- Bebé Mythili Patwardhan como Jani
- Nawazuddin Siddiqui
- Maestro Sunny Pawar como Margya
- Maestro Sahil Joshi como Hari
- Vijay Patkar como Peón
- Ravi Kishan
- Tanvi Sinha
- Divya Shetty
- Tamannaah (cameo)[10][11] como Tamannaji
- Suniel Shetty como Bapa (es visible)

## Recepción
The Times of India calificó la película con 3 de 5 estrellas. La película fue un éxito en taquilla.